# Lista celor mai înalte clădiri din lume

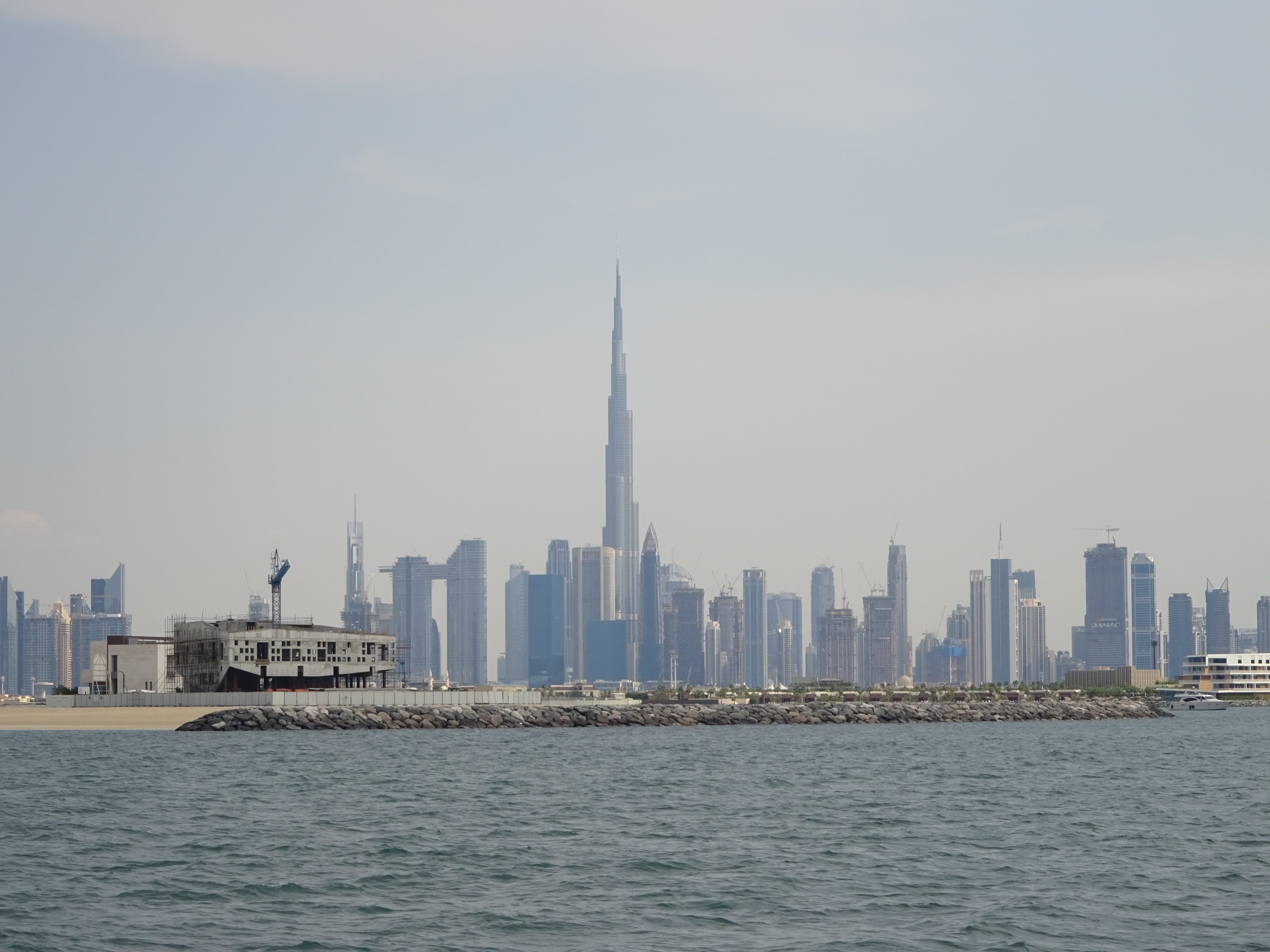
Cea mai înaltă clădire din lume: Burj Khalifa din Dubai, oraș cu 14 zgârie-nori în 2020

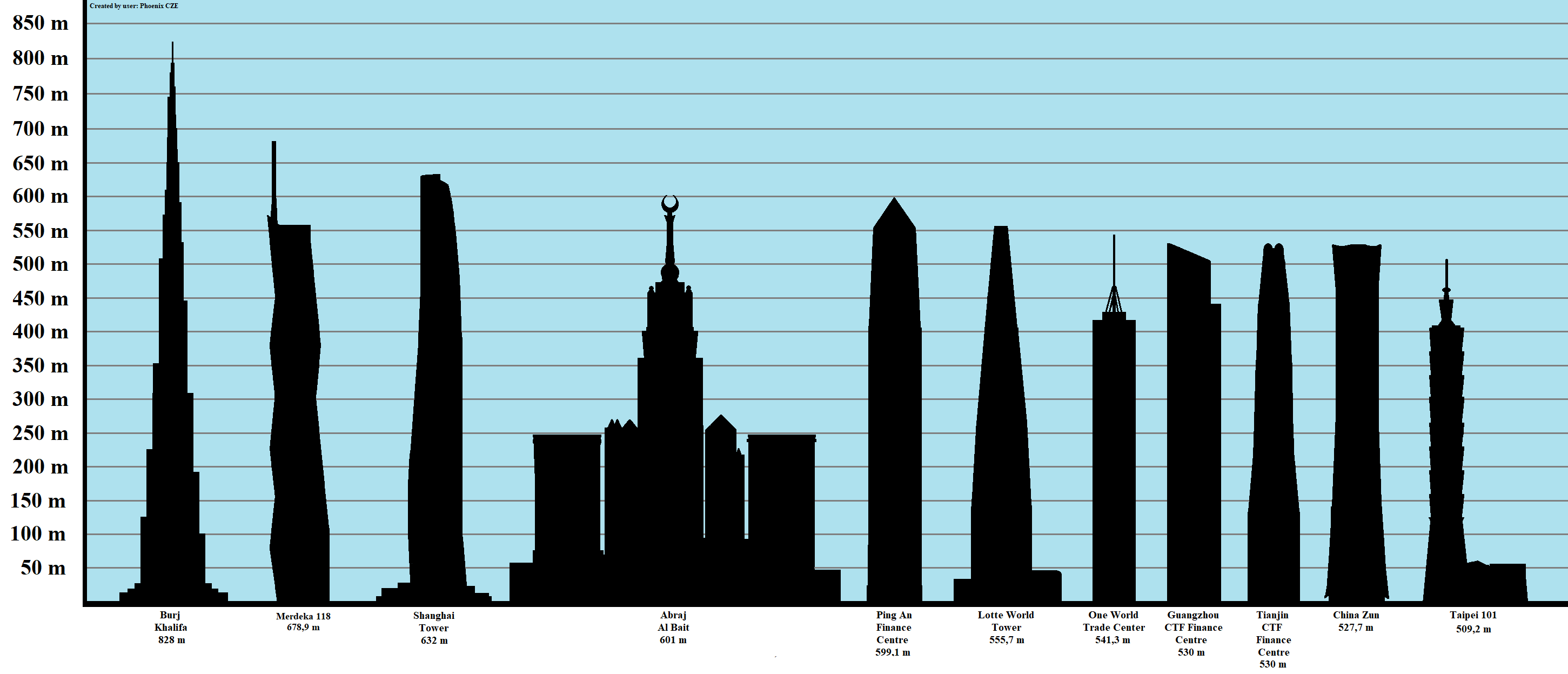
Diagrama celor mai înalte clădiri din lume în 2024

Lista celor mai înalte clădiri din lume prezintă cele mai înalte clădiri din lume destinate utilizării ca birouri, locuințe sau spații turistice (hoteluri, restaurante, muzee etc.). Numite și zgârie-nori, acestea sunt concepute ca structuri închise, cu etaje accesibile permanent și o înălțime de cel puțin 350 de metri, excluzând construcțiile cu altă destinație, precum turnurile.

## Istoric
Din punct de vedere istoric, cea mai înaltă structură creată de om a fost Marea Piramidă din Giza din Egipt, care a deținut această poziție timp de peste 3.800 de ani, până la construcția Catedralei din Lincoln (Anglia) în 1311. Catedrala din Strasbourg (Franța), finalizată în 1439, a fost cea mai înaltă clădire din lume până în 1874.
Prima clădire considerată a fi zgârie-nori a fost Home Insurance Building (42,1 m), construită la Chicago în 1885. Statele Unite ale Americii va rămâne locația celei mai înalte clădiri din lume pe tot parcursul secolului XX până în 1998, când au fost finalizate Turnurile Petronas. De atunci, alte două clădiri au câștigat titlul de cea mai înaltă clădire din lume: Taipei 101 în 2004 și Burj Khalifa în 2010. De la începutul secolului XXI, Orientul Mijlociu, China și Asia de Sud-Est au înregistrat un salt în construcția de zgârie-nori

## Criterii de clasare și alternative
Organizația internațională non-profit Council on Tall Buildings and Urban Habitat (CTBUH), care a fost înființată în 1969, conferă titlul de „Cea mai înaltă clădire din lume” și stabilește standardele după care sunt măsurate clădirile, alcătuind o listă a celor mai înalte 100 de clădiri finalizate din lume. În prezent, organizația clasează Burj Khalifa din Dubai drept cea mai înaltă clădire, cu 828 m. CTBUH ia în considerare doar clădirile a căror construcție a fost finalizată, iar unele clădiri incluse în acest articol nu sunt considerate finalizate de către CTBUH.
În 1996, ca răspuns la disputa privind care dintre Turnurile Petronas și Turnul Willis era mai înalt, consiliul a enumerat și clasat clădirile în patru categorii:
- înălțimea până la vârful structural sau arhitectural,
- înălțimea până la cel mai înalt etaj ocupat,
- înălțimea până la vârful acoperișului (categorie eliminată în noiembrie 2009),
- înălțimea până la vârful oricărei părți a clădirii.

Toate categoriile măsoară clădirea de la nivelul celei mai joase intrări semnificative pentru pietoni situată în aer liber.
Fleșele sunt considerate părți integrante ale designului arhitectural al clădirilor, modificărea acestora ducând la schimbarea substanțială a aspectului și designului clădirii, în timp ce antenele pot fi adăugate sau îndepărtate fără astfel de consecințe. Turnurile Petronas, cu turlele lor, sunt astfel mai bine clasate decât Turnul Willis cu antenele sale, în ciuda acoperișurilor mai joase ale Turnurilor Petronas.
Până în 1996, înălțimea unei clădiri era definită de înălțimea până la vârful celui mai înalt element arhitectural, incluzând turlele dar neluând în considerare antenele. În 1930, această definiție a dus la o rivalitate între clădirea Bank of Manhattan și clădirea Chrysler. Clădirea Bank of Manhattan folosea doar o turlă scurtă, avea 282,5 metri înălțime și avea un etaj ocupat situat mult mai sus (a doua categorie din criteriile din 1996 pentru cea mai înaltă clădire). În schimb, clădirea Chrysler a folosit o turlă foarte înaltă, de 38,1 metri, asamblată în secret în interiorul clădirii, pentru a revendica titlul de cea mai înaltă clădire din lume, cu o înălțime totală de 318,9 metri, deși avea ultimul etaj ocupat situat mai jos și o înălțime mai mică dacă se excludeau turlele ambelor clădiri.
Supărați de victoria lui Chrysler, Richmond Shreve și William F. Lamb, arhitecții consultanți ai clădirii Bank of Manhattan, au scris un articol de ziar susținând că clădirea lor era de fapt cea mai înaltă, deoarece conținea cel mai înalt etaj utilizabil din lume, la o înălțime de 255 metri. Ei au subliniat că puntea de observație din clădirea Bank of Manhattan se afla la aproape 30 de metri deasupra ultimului etaj al clădirii Chrysler, a cărei turlă era strict ornamentală și inaccesibilă.
În prezent, Burj Khalifa se află în fruntea listei, indiferent de criteriul aplicat, deși la o marjă mult mai mică atunci când este luată în considerare înălțimea ultimului etaj ocupat

## Lista celor mai înalte clădiri din lume
Lista include toate cele 95 de clădiri (finalizate) care ating o înălțime de 350 m sau mai mult, după cum este evaluată fiecare în funcție de cea mai înaltă caracteristică arhitecturală. O clădire este considerată ca fiind finalizată din punct de vedere arhitectural atunci când, chiar dacă este încă în construcție, este acoperită structural, complet finisată, iar cele mai înalte elemente arhitecturale finisate sunt plasate pe poziția lor.
Dintre aceste clădiri, aproape jumătate sunt în China. Șase din ultimele șapte clădiri care au deținut recordul de „cea mai înaltă clădire” se găsesc încă pe listă, cu excepția Turnului de Nord al World Trade Center (417 m) după distrugerea sa în atentatele din 11 septembrie 2001. Dacă Turnurile Gemene nu ar fi fost niciodată distruse și One World Trade Center nu ar fi fost niciodată construit, turnurile WTC s-ar situa în prezent pe locurile 36 și 37.
| Notă: | Rândurile marcate cu culoare verde deschis reprezintă clădirile care au deținut titlul de „cea mai înaltă clădire din lume” |

|    | Clădire                                                     | Înălțime (m) | Niveluri (+subterane) | Imagine               | Oraș                       | Țară                  | An   | Observații | Note            |
|    |                                                             |              |                       |                       |                            |                       |      | |                 |
| -- | ----------------------------------------------------------- | ------------ | --------------------- | --------------------- | -------------------------- | --------------------- | ---- | --- | --------------- |
| 1  | Burj Khalifa                                                | 828,0        | 163 (+2)              |                       | Dubai                      | Emiratele Arabe Unite | 2010 | Cea mai înaltă clădire din lume din 2009 | [ 12 ]          |
| 2  | Merdeka 118                                                 | 678,9        | 118 (+5)              |                       | Kuala Lumpur               | Malaysia              | 2024 | Cea mai înaltă clădire din Asia de Sud-Est și Malaysia | [ 13 ]          |
| 3  | Shanghai Tower                                              | 632,0        | 128 (+5)              |                       | Shanghai                   | China                 | 2015 | Cea mai înaltă clădire din Asia de Est și China, cea mai înaltă clădire torsionată din lume, include cel mai luxos hotel din lume                                          | [ 14 ]          |
| 4  | Abraj Al-Bait Towers                                        | 601,0        | 120 (+3)              |                       | Mecca                      | Arabia Saudită        | 2012 | Cea mai înaltă clădire din Arabia Saudită, cel mai înalt turn cu ceas din lume, include muzeul situat într-o clădire situat la cea mai mare înălțime față de sol din lume  | [ 15 ]          |
| 5  | Ping An International Finance Centre                        | 599,1        | 115 (+5)              |                       | Shenzhen                   | China                 | 2017 | | [ 16 ]          |
| 6  | Lotte World Tower                                           | 554,5        | 123 (+6)              |                       | Seul                       | Coreea de Sud         | 2017 | Cea mai înaltă clădire din Coreea de Sud și țările OCDE | [ 17 ]          |
| 7  | One World Trade Center                                      | 541,3        | 94 (+5)               |                       | New York City              | Statele Unite         | 2014 | Cea mai înaltă clădire din afara Asiei, cea mai înaltă clădire din emisfera vestică, America, America de Nord și Statele Unite, cea mai înaltă clădire situată pe o insulă | [ 18 ]          |
| 8  | Guangzhou CTF Finance Centre                                | 530,0        | 111 (+5)              |                       | Guangzhou                  | China                 | 2016 | | [ 19 ]          |
| 8  | Tianjin CTF Finance Centre                                  | 530,0        | 97 (+4)               |                       | Tianjin                    | China                 | 2019 | Cea mai înaltă clădire din lume cu mai puțin de 100 de niveluri | [ 20 ]          |
| 10 | CITIC Tower                                                 | 527,7        | 109 (+8)              |                       | Beijing                    | China                 | 2018 | | [ 21 ]          |
| 11 | Taipei 101                                                  | 508,0        | 101 (+5)              |                       | Taipei                     | Taiwan                | 2004 | Cea mai înaltă clădire din lume între 2004 și 2010, cea mai înaltă clădire din Taiwan                                                                                      | [ 22 ]          |
| 12 | Shanghai World Financial Center                             | 492,0        | 101 (+3)              |                       | Shanghai                   | China                 | 2008 | | [ 23 ]          |
| 13 | International Commerce Centre                               | 484,0        | 108 (+4)              |                       | Hong Kong                  | China                 | 2010 | Cea mai înaltă clădire din Hong Kong | [ 24 ]          |
| 14 | Wuhan Greenland Center                                      | 475,6        | 101 (+6)              |                       | Wuhan                      | China                 | 2023 | | [ 25 ]          |
| 15 | Central Park Tower                                          | 472,4        | 98 (+4)               |                       | New York City              | Statele Unite         | 2021 | Cea mai înaltă clădire rezidențială din lume | [ 26 ]          |
| 16 | Centrul Lahta                                               | 462,0        | 87 (+3)               |                       | Sankt Petersburg           | Rusia                 | 2019 | Cea mai înaltă clădire din Europa și Rusia, cel mai nordic zgârie-nori din lume                                                                                            | [ 27 ]          |
| 17 | Landmark 81                                                 | 461,2        | 81 (+3)               |                       | Hồ Chí Minh                | Vietnam               | 2018 | Cea mai înaltă clădire din Vietnam | [ 28 ]          |
| 18 | International Land-Sea Center                               | 458,0        | 98 (+4)               |                       | Chongqing                  | China                 | 2024 | |                 |
| 19 | The Exchange 106                                            | 453,6        | 95 (+6)               |                       | Kuala Lumpur               | Malaysia              | 2019 | | [ 29 ]          |
| 20 | Changsha IFS Tower T1                                       | 452,1        | 94 (+5)               |                       | Changsha                   | China                 | 2018 | | [ 30 ]          |
| 21 | Petronas Tower 1                                            | 451,9        | 88 (+5)               |                       | Kuala Lumpur               | Malaysia              | 1998 | Cea mai înaltă clădire din lume între 1998 și 2004, cea mai înaltă clădire din lume construită în secolul XX, cea mai înaltă clădire din lume cu turnuri gemene            | [ 31 ] [ 32 ]   |
| 21 | Petronas Tower 2                                            | 451,9        | 88 (+5)               |                       | Kuala Lumpur               | Malaysia              | 1998 | Cea mai înaltă clădire din lume între 1998 și 2004, cea mai înaltă clădire din lume construită în secolul XX, cea mai înaltă clădire din lume cu turnuri gemene            | [ 31 ] [ 32 ]   |
| 23 | Greenland Square Zifeng Tower                               | 450,0        | 89 (+5)               |                       | Nanjing                    | China                 | 2010 | | [ 33 ]          |
| 23 | Suzhou International Financial Square                       | 450,0        | 95 (+5)               |                       | Suzhou                     | China                 | 2019 | | [ 34 ]          |
| 25 | Wuhan Center                                                | 443,1        | 88 (+4)               |                       | Wuhan                      | China                 | 2019 | | [ 35 ]          |
| 26 | Willis Tower                                                | 442,1        | 108 (+3)              |                       | Chicago                    | Statele Unite         | 1974 | Cea mai înaltă clădire din lume între 1974 și 1998 (Sears Tower) | [ 36 ]          |
| 27 | KK100                                                       | 441,8        | 98 (+4)               |                       | Shenzhen                   | China                 | 2011 | | [ 37 ]          |
| 28 | Guangzhou International Finance Center                      | 438,6        | 101 (+4)              |                       | Guangzhou                  | China                 | 2010 | | [ 38 ]          |
| 29 | 111 West 57th Street (Steinway Tower)                       | 435,3        | 84 (+2)               |                       | New York City              | Statele Unite         | 2021 | Cel mai subțire zgârie-nori din lume | [ 39 ] [ 40 ]   |
| 30 | Shandong International Financial Center                     | 428,0        | 88 (+4)               |                       | Jinan                      | China                 | 2023 | | [ 41 ]          |
| 31 | One Vanderbilt                                              | 427,0        | 62 (+4)               |                       | New York City              | Statele Unite         | 2020 | | [ 42 ]          |
| 32 | Nanjing Financial City Phase II Plot C Tower 1              | 426,0        | 88                    |                       | Nanjing                    | China                 | 2025 | | [ 43 ]          |
| 33 | 432 Park Avenue                                             | 425,7        | 85 (+3)               |                       | New York City              | Statele Unite         | 2015 | | [ 44 ]          |
| 34 | Marina 101                                                  | 425,0        | 101 (+6)              |                       | Dubai                      | Emiratele Arabe Unite | 2017 | | [ 45 ]          |
| 35 | Trump International Hotel and Tower                         | 423,2        | 98 (+2)               |                       | Chicago                    | Statele Unite         | 2009 | | [ 46 ]          |
| 36 | 270 Park Avenue (JPMorgan Chase Building)                   | 423,0        | 60                    |                       | New York City              | Statele Unite         | 2025 | | [ 47 ]          |
| 37 | Minying International Trade Center 1                        | 422,6        | 85 (+3)               |                       | Dongguan                   | China                 | 2021 | | [ 48 ]          |
| 38 | Jin Mao Tower                                               | 420,5        | 88 (+3)               |                       | Shanghai                   | China                 | 1999 | | [ 49 ]          |
| 39 | Princess Tower                                              | 413,4        | 101 (+6)              |                       | Dubai                      | Emiratele Arabe Unite | 2012 | | [ 50 ]          |
| 40 | Al Hamra Tower                                              | 412,6        | 80 (+3)               |                       | Kuwait City                | Kuweit                | 2011 | Cea mai înaltă clădire din Kuweit | [ 51 ]          |
| 41 | International Finance Centre                                | 412,0        | 88 (+6)               |                       | Hong Kong                  | China                 | 2003 | | [ 52 ]          |
| 42 | Haeundae LCT The Sharp Landmark Tower                       | 411,6        | 101 (+5)              |                       | Busan                      | Coreea de Sud         | 2019 | | [ 53 ]          |
| 43 | Ningbo Central Plaza                                        | 409,0        | 80                    |                       | Ningbo                     | China                 | 2024 | | [ 54 ]          |
| 44 | Guangxi China Resources Tower                               | 402,7        | 86 (+3)               |                       | Nanning                    | China                 | 2020 | | [ 55 ]          |
| 45 | Guiyang International Financial Center T1                   | 401,0        | 79 (+5)               |                       | Guiyang                    | China                 | 2020 | | [ 56 ] [ 57 ]   |
| 46 | Iconic Tower                                                | 393,8        | 77 (+2)               |                       | New Administrative Capital | Egipt                 | 2023 | Cea mai înaltă clădire din Africa și Egipt | [ 58 ]          |
| 47 | China Resources Tower                                       | 392,5        | 68 (+5)               |                       | Shenzhen                   | China                 | 2018 | | [ 59 ]          |
| 48 | 23 Marina                                                   | 392,4        | 88 (+4)               |                       | Dubai                      | Emiratele Arabe Unite | 2012 | | [ 60 ]          |
| 49 | CITIC Plaza                                                 | 390,2        | 80 (+2)               |                       | Guangzhou                  | China                 | 1996 | | [ 61 ]          |
| 50 | Citymark Centre                                             | 388,3        | 70 (+7)               |                       | Shenzhen                   | China                 | 2022 | | [ 62 ]          |
| 51 | Shum Yip Upperhills Tower 1                                 | 388,1        | 80 (+3)               |                       | Shenzhen                   | China                 | 2020 | | [ 63 ]          |
| 52 | 30 Hudson Yards                                             | 387,1        | 73 (+1 subteran)      |                       | New York City              | Statele Unite         | 2019 | | [ 64 ]          |
| 53 | Public Investment Fund Tower                                | 385,0        | 72 (+4)               |                       | Riad                       | Arabia Saudită        | 2021 | |                 |
| 54 | Shun Hing Square                                            | 384,0        | 69 (+3)               |                       | Shenzhen                   | China                 | 1996 | | [ 65 ]          |
| 55 | Eton Place Dalian Tower 1                                   | 383,2        | 80 (+4)               |                       | Dalian                     | China                 | 2016 | | [ 66 ]          |
| 56 | Thamrin Nine, Autograph Tower                               | 382,9        | 75 (+6)               | Kompleks_Thamrin_Nine | Jakarta                    | Indonezia             | 2022 | Cea mai mare clădire din Indonezia, cea mai mare clădire din emisfera sudică                                                                                               |                 |
| 57 | Logan Century Center 1                                      | 381,3        | 82 (+4)               |                       | Nanning                    | China                 | 2018 | | [ 69 ]          |
| 58 | Burj Mohammed bin Rashid                                    | 381,2        | 88 (+5)               |                       | Abu Dhabi                  | Emiratele Arabe Unite | 2014 | | [ 70 ]          |
| 59 | Empire State Building                                       | 381,0        | 102 (+1 subteran)     |                       | New York City              | Statele Unite         | 1931 | Cea mai înaltă clădire din lume între 1931 și 1972, cea mai înaltă clădire din lume înainte de al Doilea Război Mondial                                                    | [ 71 ]          |
| 60 | Elite Residence                                             | 380,5        | 87 (+4)               |                       | Dubai                      | Emiratele Arabe Unite | 2012 | | [ 72 ]          |
| 61 | Riverview Plaza                                             | 376,0        | 73 (+3)               |                       | Wuhan                      | China                 | 2021 | | [ 73 ]          |
| 62 | Guangdong Business Center                                   | 376,0        | 60                    |                       | Guangzhou                  | China                 | 2024 | | [ 74 ]          |
| 63 | Dabaihui Plaza                                              | 375,6        | 70 (+4)               |                       | Shenzhen                   | China                 | 2021 | |                 |
| 64 | Central Plaza                                               | 373,9        | 78 (+3)               |                       | Hong Kong                  | China                 | 1992 | Cea mai înaltă clădire din lume care include un lăcaș de cult | [ 75 ]          |
| 65 | Turnul Federației (turnul estic)                            | 373,7        | 93 (+4)               |                       | Moscova                    | Rusia                 | 2016 | | [ 76 ]          |
| 66 | Hengfeng Guiyang Center Tower 1                             | 373,5        | 77 (+5)               |                       | Guiyang                    | China                 |      | | [ 77 ]          |
| 67 | Dalian International Trade Center                           | 370,2        | 86 (+7)               |                       | Dalian                     | China                 | 2019 | | [ 78 ]          |
| 68 | Xujiahui Tower, Shanghai International Trade Center Tower 1 | 370,0        | 75                    |                       | Shanghai                   | China                 | 2025 | | [ 79 ]          |
| 69 | Kempinski The Boulevard Dubai                               | 370,0        | 73 (+3)               |                       | Dubai                      | Emiratele Arabe Unite | 2017 | | [ 80 ]          |
| 70 | Haitian Center Tower 2                                      | 368,9        | 73 (+6)               |                       | Qingdao                    | China                 | 2021 | | [ 81 ]          |
| 71 | Golden Eagle Tiandi Tower A                                 | 368,1        | 77 (+4)               |                       | Nanjing                    | China                 | 2019 | | [ 82 ]          |
| 72 | Bank of China Tower                                         | 367,4        | 72 (+4)               |                       | Hong Kong                  | China                 | 1990 | | [ 83 ]          |
| 73 | Bank of America Tower                                       | 365,8        | 55 (+3)               |                       | New York City              | Statele Unite         | 2009 | | [ 84 ]          |
| 74 | Ciel Dubai Marina                                           | 365,5        | 81                    |                       | Dubai                      | Emiratele Arabe Unite | 2024 | Cel mai înalt hotel din lume | [ 85 ]          |
| 75 | St. Regis Chicago                                           | 362,9        | 101 (+5)              |                       | Chicago                    | Statele Unite         | 2020 | Cea mai înaltă structură din lume proiectată de o femeie | [ 86 ]          |
| 76 | Almas Tower                                                 | 360,0        | 68 (+5)               |                       | Dubai                      | Emiratele Arabe Unite | 2008 | | [ 87 ]          |
| 76 | Ping An Finance Center Tower 1                              | 360,0        | 62 (+3)               |                       | Jinan                      | China                 | 2023 | | [ 88 ]          |
| 78 | Huiyun Center                                               | 359,2        | 80                    |                       | Shenzhen                   | China                 | 2023 | | [ 89 ]          |
| 79 | Hanking Center                                              | 358,9        | 65 (+5)               |                       | Shenzhen                   | China                 | 2018 | | [ 90 ]          |
| 80 | Greenland Group Suzhou Center                               | 358,0        | 77 (+3)               |                       | Suzhou                     | China                 | 2024 | | [ 91 ] [ 92 ]   |
| 81 | Gevora Hotel                                                | 356,3        | 75 (+2)               |                       | Dubai                      | Emiratele Arabe Unite | 2017 | | [ 93 ]          |
| 82 | Galaxy World Tower 1                                        | 356,0        | 71 (+5)               |                       | Shenzhen                   | China                 | 2023 | | [ 94 ] [ 95 ]   |
| 82 | Galaxy World Tower 2                                        | 356,0        | 71 (+5)               |                       | Shenzhen                   | China                 | 2023 | | [ 94 ] [ 95 ]   |
| 82 | Il Primo Tower                                              | 356,0        | 79                    |                       | Dubai                      | Emiratele Arabe Unite | 2022 | | [ 96 ]          |
| 85 | JW Marriott Marquis Dubai Tower 1                           | 355,4        | 82 (+2)               |                       | Dubai                      | Emiratele Arabe Unite | 2012 | | [ 97 ] [ 98 ]   |
| 85 | JW Marriott Marquis Dubai Tower 2                           | 355,4        | 82 (+2)               | 2013                  | Dubai                      | Emiratele Arabe Unite |      | | [ 97 ] [ 98 ]   |
| 87 | Emirates Office Tower                                       | 354,6        | 54                    |                       | Dubai                      | Emiratele Arabe Unite | 2000 | | [ 99 ]          |
| 88 | Raffles City Chongqing T3N                                  | 354,5        | 79 (+3)               |                       | Chongqing                  | China                 | 2019 | | [ 100 ] [ 101 ] |
| 88 | Raffles City Chongqing T4N                                  | 354,5        | 74 (+3)               |                       | Chongqing                  | China                 | 2019 | | [ 100 ] [ 101 ] |
| 89 | OKO – Turnul sudic                                          | 354,2        | 90 (+2)               |                       | Moscova                    | Rusia                 | 2015 | | [ 102 ]         |
| 90 | CBRT Tower                                                  | 352,0        | 59                    |                       | Istanbul                   | Turcia                | 2024 | | [ 103 ]         |
| 91 | The Marina Torch                                            | 352,0        | 86 (+4)               |                       | Dubai                      | Emiratele Arabe Unite | 2011 | | [ 104 ]         |
| 92 | Forum 66 Tower 1                                            | 350,6        | 68 (+4)               |                       | Shenyang                   | China                 | 2015 | | [ 105 ]         |
| 93 | The Pinnacle                                                | 350,3        | 60 (+6)               |                       | Guangzhou                  | China                 | 2012 | | [ 106 ]         |
| 94 | Xi'an Glory International Financial Center                  | 350,0        | 75 (+4)               |                       | Xi'an                      | China                 | 2021 | | [ 107 ]         |

## Criterii de măsurare alternative

### Înălțimea până la vârf (punctul cel mai înalt)

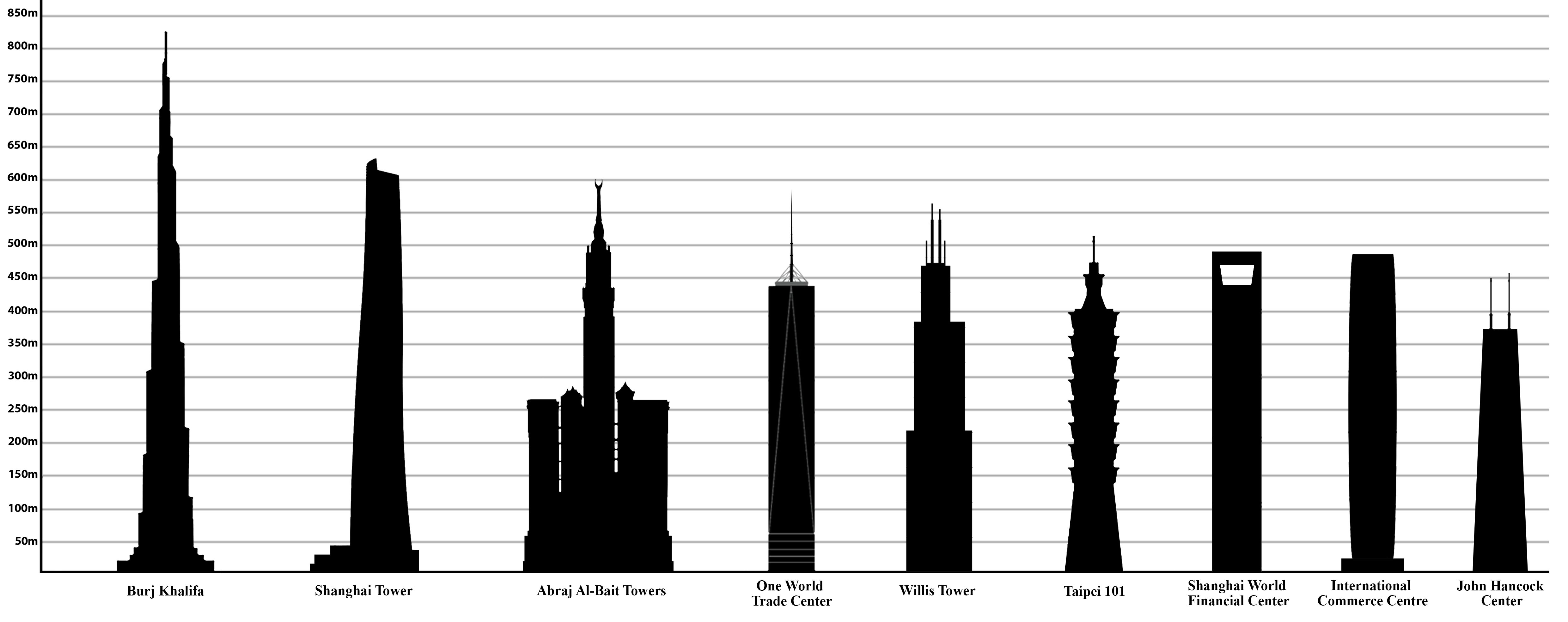
Cele mai înalte clădiri după înălțimea vârfului, inclusiv catargele, stâlpii, antenele etc. în 2014

Acest criteriu de măsurare nu ține cont de distincțiile dintre extinderile arhitecturale și non-arhitecturale și pur și simplu măsoară până la punctul cel mai înalt al clădirii, indiferent de materialul sau funcția celui mai înalt element
Această măsurătoare este utilă pentru a se determina obstacolele din traficul aerian și este, de asemenea, o măsură complet obiectivă. Cu toate acestea, această măsurătoare include extensii care sunt ușor de adăugat, îndepărtat și modificat dintr-o clădire și sunt independente de structura generală a acesteia.
Criteriul a intrat în uz relativ recent, când Turnurile Petronas au depășit în înălțime Turnul Sears (numit acum Turnul Willis). Primele au fost considerate mai înalte, deoarece turlele au fost considerate arhitecturale, spre deosebire de antenele celui de-al doilea. Acest lucru a condus la împărțirea definițiilor, Turnul Sears fiind considerat liderul acestei categorii și al înălțimii până la acoperiș (categoria „cel mai înalt etaj ocupat” din prezent), iar Turnurile Petronas fiind considerate lider în categoria înălțimii arhitecturale.
Dacă turnurile World Trade Center ar fi încă în picioare, Turnul Nordic (WTC1, 417 m) și Turnul Sudic (WTC2, 415 m) s-ar fi încadrat în lista actuală pe locurile 35 și 36.
| Notă: | Rândurile marcate cu culoare verde deschis reprezintă clădirile cu o înălțime totală mai mare decât cea arhitecturală |

|    | Clădire                                   | Oraș           | Țară                  | Înălțime (m) | Niveluri | An   |
|    |                                           |                |                       |              |          |      |
| -- | ----------------------------------------- | -------------- | --------------------- | ------------ | -------- | ---- |
| 1  | Burj Khalifa                              | Dubai          | Emiratele Arabe Unite | 829,8        | 163      | 2010 |
| 2  | Merdeka 118                               | Kuala Lumpur   | Malaysia              | 680,1        | 118      | 2023 |
| 3  | Shanghai Tower                            | Shanghai       | China                 | 632,0        | 128      | 2015 |
| 4  | Abraj Al-Bait Towers                      | Mecca          | Arabia Saudită        | 601,0        | 120      | 2012 |
| 5  | Ping An International Finance Centre      | Shenzhen       | China                 | 599,1        | 115      | 2016 |
| 6  | Lotte World Tower                         | Seul           | Coreea de Sud         | 555,7        | 123      | 2016 |
| 7  | One World Trade Center                    | New York City  | Statele Unite         | 546,2        | 104      | 2014 |
| 8  | Tianjin CTF Finance Centre                | Tianjin        | China                 | 530,4        | 98       | 2019 |
| 9  | Guangzhou CTF Finance Centre              | Guangzhou      | China                 | 530,0        | 111      | 2016 |
| 10 | CITIC Tower                               | Beijing        | China                 | 528,0        | 108      | 2018 |
| 11 | Willis Tower                              | Chicago        | Statele Unite         | 527,0        | 108      | 1974 |
| 12 | Taipei 101                                | Taipei         | Taiwan                | 508,0        | 101      | 2004 |
| 13 | Shanghai World Financial Center           | Shanghai       | China                 | 494,3        | 101      | 2008 |
| 14 | International Commerce Centre             | Hong Kong      | China                 | 484,0        | 118      | 2010 |
| 15 | Wuhan Greenland Center                    | Wuhan          | China                 | 475,6        | 97       | 2021 |
| 16 | Central Park Tower                        | New York City  | Statele Unite         | 472,4        | 98       | 2020 |
| 17 | Landmark 81                               | Hồ Chí Minh    | Vietnam               | 469,5        | 81       | 2018 |
| 18 | Centrul Lahta                             | St. Petersburg | Rusia                 | 462,0        | 86       | 2019 |
| 19 | International Land-Sea Center             | Chongqing      | China                 | 458,2        | 98       | 2022 |
| 20 | John Hancock Center                       | Chicago        | Statele Unite         | 456,9        | 100      | 1969 |
| 21 | The Exchange 106                          | Kuala Lumpur   | Malaysia              | 453,6        | 95       | 2019 |
| 22 | Changsha IFS Tower T1                     | Changsha       | China                 | 452,1        | 94       | 2018 |
| 23 | Petronas Tower 1                          | Kuala Lumpur   | Malaysia              | 451,9        | 88       | 1998 |
| 23 | Petronas Tower 2                          | Kuala Lumpur   | Malaysia              | 451,9        | 88       | 1998 |
| 25 | Greenland Square Zifeng Tower             | Nanjing        | China                 | 450,0        | 89       | 2010 |
| 25 | Suzhou International Financial Square     | Suzhou         | China                 | 450,0        | 98       | 2019 |
| 27 | Empire State Building                     | New York City  | Statele Unite         | 443,2        | 102      | 1931 |
| 28 | KK100                                     | Shenzhen       | China                 | 441,8        | 100      | 2011 |
| 29 | Guangzhou International Finance Center    | Guangzhou      | China                 | 438,6        | 103      | 2009 |
| 30 | Wuhan Center                              | Wuhan          | China                 | 438,0        | 88       | 2019 |
| 31 | 111 West 57th Street (Steinway Tower)     | New York City  | Statele Unite         | 435,3        | 82       | 2020 |
| 32 | Dongguan International Trade Center 1     | Dongguan       | China                 | 426,9        | 88       | 2020 |
| 33 | One Vanderbilt                            | New York City  | Statele Unite         | 427,0        | 58       | 2020 |
| 34 | 432 Park Avenue                           | New York City  | Statele Unite         | 425,5        | 85       | 2015 |
| 35 | Marina 101                                | Dubai          | Emiratele Arabe Unite | 425,0        | 101      | 2017 |
| 36 | Trump International Hotel and Tower       | Chicago        | Statele Unite         | 423,2        | 96       | 2009 |
| 37 | Jin Mao Tower                             | Shanghai       | China                 | 421,0        | 88       | 1998 |
| 38 | Princess Tower                            | Dubai          | Emiratele Arabe Unite | 414,0        | 101      | 2012 |
| 39 | Al Hamra Tower                            | Kuwait City    | Kuweit                | 412,6        | 80       | 2010 |
| 40 | International Finance Centre              | Hong Kong      | China                 | 412,0        | 88       | 2003 |
| 41 | Haeundae LCT The Sharp Landmark Tower     | Busan          | Coreea de Sud         | 411,6        | 101      | 2019 |
| 42 | Guangxi China Resources Tower             | Nanning        | China                 | 402,7        | 85       | 2019 |
| 43 | Guiyang International Financial Center T1 | Guiyang        | China                 | 401,0        | 79       | 2021 |

### Înălțimea până la ultimul etaj ocupat

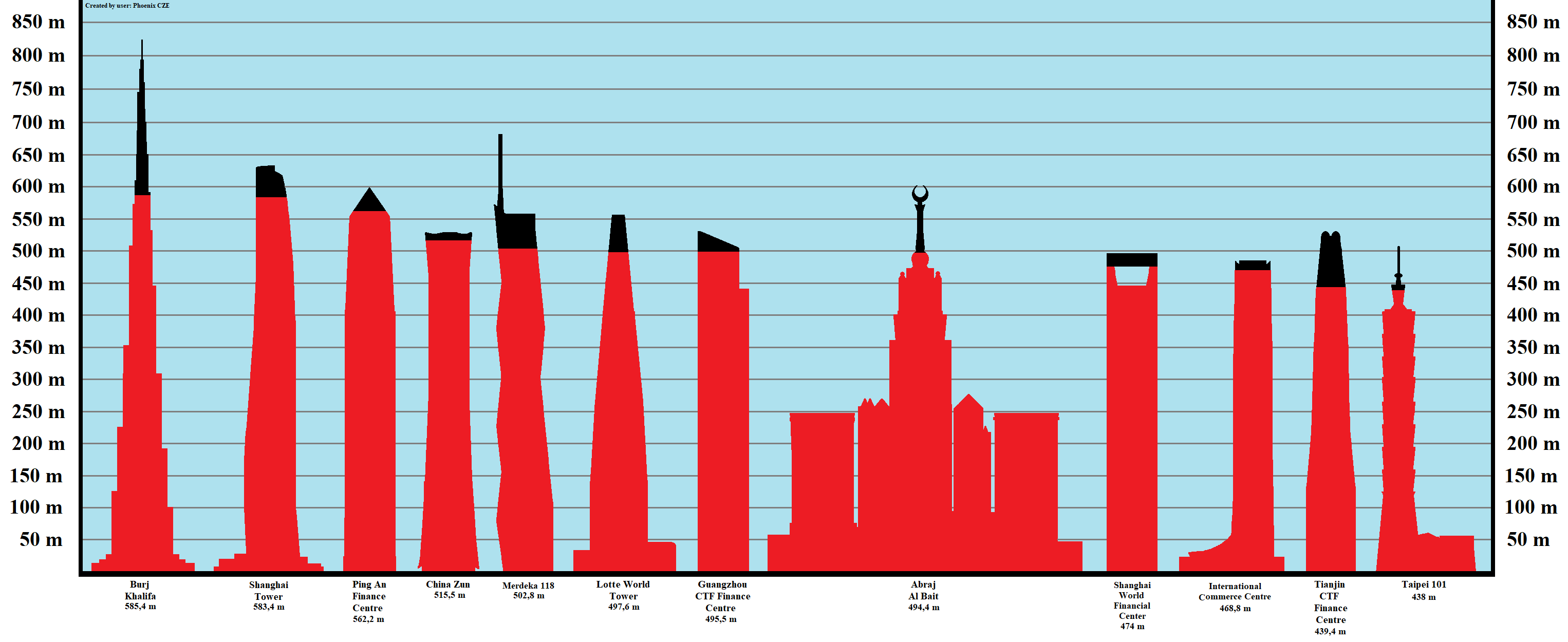
Cele mai înalte clădiri după cel mai înalt etaj ocupat în 2022

Acest criteriu ia în considerare înălțimea măsurată până la cel mai înalt etaj ocupabil din clădire, omițând elementele arhitectonice și non-arhitectonice adăugate uneori artificial
|    | Clădire                                | Oraș          | Țară                  | Înălțime (m) | Niveluri | An   |
|    |                                        |               |                       |              |          |      |
| -- | -------------------------------------- | ------------- | --------------------- | ------------ | -------- | ---- |
| 1  | Burj Khalifa                           | Dubai         | Emiratele Arabe Unite | 585,4        | 163      | 2010 |
| 2  | Shanghai Tower                         | Shanghai      | China                 | 583,4        | 128      | 2015 |
| 3  | Ping An International Finance Centre   | Shenzhen      | China                 | 562,2        | 115      | 2016 |
| 4  | CITIC Tower                            | Beijing       | China                 | 515,5        | 108      | 2018 |
| 5  | Merdeka 118                            | Kuala Lumpur  | Malaysia              | 502,8        | 118      | 2023 |
| 6  | Lotte World Tower                      | Seul          | Coreea de Sud         | 497,6        | 123      | 2016 |
| 7  | Guangzhou CTF Finance Centre           | Guangzhou     | China                 | 495,5        | 111      | 2016 |
| 8  | Abraj Al-Bait Towers                   | Mecca         | Arabia Saudită        | 494,4        | 120      | 2012 |
| 9  | Shanghai World Financial Center        | Shanghai      | China                 | 474,0        | 101      | 2008 |
| 10 | International Commerce Centre          | Hong Kong     | China                 | 468,8        | 118      | 2010 |
| 11 | Tianjin CTF Finance Centre             | Tianjin       | China                 | 439,4        | 97       | 2018 |
| 12 | Taipei 101                             | Taipei        | Taiwan                | 438,0        | 101      | 2004 |
| 13 | Central Park Tower                     | New York City | Statele Unite         | 431,8        | 98       | 2020 |
| 14 | Changsha IFS Tower T1                  | Changsha      | China                 | 431,0        | 94       | 2017 |
| 15 | International Land-Sea Center          | Chongqing     | China                 | 429,8        | 98       | 2022 |
| 16 | KK100                                  | Shenzhen      | China                 | 427,1        | 98       | 2011 |
| 17 | Guangzhou International Finance Center | Guangzhou     | China                 | 415,1        | 101      | 2010 |
| 18 | Willis Tower                           | Chicago       | Statele Unite         | 412,7        | 108      | 1974 |

### Înălțimea până la acoperiș
Lista celor mai înalte clădiri după înălțimea până la acoperiș clasifică zgârie-norii, respectiv clădirile finalizate, care ating o înălțime de 300 de metri sau mai mult, în funcție de înălțimea până la acoperiș. Sunt incluse doar clădirile cu etaje ocupabile în mod continuu, astfel încât structurile cu altă destinație decât cea rezidențială sau de birouri, inclusiv turnurile, nu sunt incluse. Unele evaluări ale celor mai înalte clădiri folosesc criteriul „înălțimea până la acoperiș” pentru a determina cea mai înaltă clădire, deoarece „înălțimea arhitecturală” este privită ca o măsură comparativă subiectivă și imprecisă. Cu toate acestea, în noiembrie 2009, CTBUH a încetat să mai folosească înălțimea acoperișului ca măsură pentru clădirile înalte, deoarece clădirile înalte moderne au rareori o parte a clădirii care să poată fi considerată categoric acoperiș.
|    | Clădire                                 | Oraș          | Țară                  | Înălțime (m) | Niveluri | An   | Note            |  |
|    |                                         |               |                       |              |          |      |                 |  |
| -- | --------------------------------------- | ------------- | --------------------- | ------------ | -------- | ---- | --------------- |  |
| 1  | Burj Khalifa                            | Dubai         | Emiratele Arabe Unite | 739,4        | 163      | 2010 | [ 12 ]          |  |
| 2  | Shanghai Tower                          | Shanghai      | China                 | 574,5        | 127      | 2015 | [ 14 ]          |  |
| 3  | Ping An International Finance Centre    | Shenzhen      | China                 | 555,0        | 115      | 2016 | [ 16 ]          |  |
| 4  | Merdeka 118                             | Kuala Lumpur  | Malaysia              | 518,2        | 118      | 2023 | [ 108 ]         |  |
| 5  | Guangzhou CTF Finance Centre            | Guangzhou     | China                 | 518,0        | 111      | 2016 | [ 109 ]         |  |
| 6  | Abraj Al-Bait Towers                    | Mecca         | Arabia Saudită        | 508,0        | 120      | 2012 | [ 110 ] [ 111 ] |  |
| 7  | Lotte World Tower                       | Seul          | Coreea de Sud         | 497,6        | 123      | 2016 |                 |  |
| 8  | Shanghai World Financial Center         | Shanghai      | China                 | 487,41       | 101      | 2008 | [ 112 ]         |  |
| 9  | International Commerce Centre           | Hong Kong     | China                 | 479,83       | 118      | 2010 | [ 113 ]         |  |
| 10 | Central Park Tower                      | New York City | Statele Unite         | 472,44       | 131      | 2019 | [ 114 ]         |  |
| 11 | Tianjin CTF Finance Centre              | Tianjin       | China                 | 471,1        | 97       | 2019 | [ 115 ]         |  |
| 12 | Taipei 101                              | Taipei        | Taiwan                | 449,2        | 101      | 2004 | [ 116 ]         |  |
| 13 | Willis Tower                            | Chicago       | Statele Unite         | 442,14       | 108      | 1974 | [ 117 ]         |  |
| 14 | KK100                                   | Shenzhen      | China                 | 442,0        | 100      | 2011 |                 |  |
| 15 | Guangzhou International Finance Center  | Guangzhou     | China                 | 432,0        | 103      | 2009 | [ 118 ]         |  |
| 16 | 432 Park Avenue                         | New York City | Statele Unite         | 425,5        | 96       | 2015 |                 |  |
| 17 | One World Trade Center                  | New York City | Statele Unite         | 417,0        | 104      | 2014 | [ 119 ]         |  |
| 18 | Haeundae LCT Landmark Tower             | Busan         | Coreea de Sud         | 411,6        | 101      | 2019 | [ 120 ]         |  |
| 19 | International Finance Centre            | Hong Kong     | China                 | 401,1        | 88       | 2003 | [ 121 ]         |  |
| 20 | Princess Tower                          | Dubai         | Emiratele Arabe Unite | 392,0        | 101      | 2012 | [ 122 ]         |  |
| 21 | Jin Mao Tower                           | Shanghai      | China                 | 382,5        | 88       | 1998 | [ 123 ]         |  |
| 22 | Greenland Square Zifeng Tower           | Nanjing       | China                 | 381,3        | 89       | 2009 | [ 124 ]         |  |
| 23 | Empire State Building                   | New York City | Statele Unite         | 381,0        | 102      | 1931 | [ 125 ]         |  |
| 24 | Petronas Tower 1                        | Kuala Lumpur  | Malaysia              | 378,5        | 88       | 1998 | [ 126 ]         |  |
| 24 | Petronas Tower 2                        | Kuala Lumpur  | Malaysia              | 378,5        | 88       | 1998 | [ 127 ]         |  |
| 25 | Marina 101                              | Dubai         | Emiratele Arabe Unite | 371,0        | 80       | 2014 |                 |  |
| 26 | Al Hamra Tower                          | Kuwait City   | Kuweit                | 368,0        | 80       | 2011 |                 |  |
| 27 | Trump International Hotel and Tower     | Chicago       | Statele Unite         | 357,8        | 96       | 2009 | [ 128 ]         |  |
| 28 | 85 Sky Tower                            | Kaohsiung     | Taiwan                | 347,5        | 85       | 1997 | [ 129 ]         |  |
| 29 | Aon Center                              | Chicago       | Statele Unite         | 346,25       | 83       | 1973 | [ 130 ]         |  |
| 30 | John Hancock Center                     | Chicago       | Statele Unite         | 343,5        | 100      | 1969 |                 |  |
| 31 | Haeundae LCT The Sharp Landmark Tower 1 | Busan         | Coreea de Sud         | 339,1        | 85       | 2019 | [ 131 ]         |  |
| 32 | Mercury City Tower                      | Moscova       | Rusia                 | 339,0        | 75       | 2012 |                 |  |
| 33 | Haeundae LCT The Sharp Landmark Tower 2 | Busan         | Coreea de Sud         | 333,1        | 85       | 2019 | [ 132 ]         |  |
| 34 | China World Trade Center Tower 3        | Beijing       | China                 | 333,0        | 74       | 2008 |                 |  |
| 35 | Parc1 Tower 1                           | Seul          | Coreea de Sud         | 333          | 69       | 2020 | [ 133 ]         |  |
| 36 | Hotel Ryugyong                          | Phenian       | Coreea de Nord        | 330,0        | 105      | 1992 | [C]             |  |
| 37 | The Index                               | Dubai         | Emiratele Arabe Unite | 328,0        | 80       | 2009 |                 |  |
| 38 | Azabudai Hills Mori JP Tower            | Tokyo         | Japonia               | 325,4        | 64       | 2023 | [ 134 ]         |  |
| 39 | Shun Hing Square                        | Shenzhen      | China                 | 324,8        | 69       | 1996 |                 |  |
| 40 | Four Seasons Place Kuala Lumpur         | Kuala Lumpur  | Malaysia              | 323          | 74       | 2018 |                 |  |
| 41 | CITIC Plaza                             | Guangzhou     | China                 | 321,9        | 80       | 1997 |                 |  |
| 42 | Nina Tower                              | Hong Kong     | China                 | 318,8        | 80       | 2006 |                 |  |
| 43 | Rose Tower                              | Dubai         | Emiratele Arabe Unite | 315,0        | 72       | 2008 |                 |  |
| 44 | Bank of China Tower                     | Hong Kong     | China                 | 315,0        | 72       | 1990 |                 |  |
| 45 | Bank of America Plaza                   | Atlanta       | Statele Unite         | 311,8        | 55       | 1992 |                 |  |
| 46 | Emirates Office Tower                   | Dubai         | Emiratele Arabe Unite | 311,0        | 56       | 2000 |                 |  |
| 47 | U.S. Bank Tower                         | Los Angeles   | Statele Unite         | 310,3        | 73       | 1989 |                 |  |
| 48 | Menara Telekom                          | Kuala Lumpur  | Malaysia              | 309,9        | 55       | 2001 |                 |  |
| 49 | Almas Tower                             | Dubai         | Emiratele Arabe Unite | 310,0        | 74       | 2008 |                 |  |
| 50 | The Shard                               | Londra        | United Kingdom        | 310,0        | 72       | 2012 |                 |  |
| 51 | Central Plaza                           | Hong Kong     | China                 | 309,0        | 78       | 1992 |                 |  |
| 52 | One57                                   | New York City | Statele Unite         | 306          | 73       | 2014 |                 |  |
| 53 | Address Downtown                        | Dubai         | Emiratele Arabe Unite | 306,0        | 78       | 2008 |                 |  |
| 54 | JPMorgan Chase Tower                    | Houston       | Statele Unite         | 305,4        | 75       | 1982 |                 |  |
| 55 | Posco Tower-Songdo                      | Incheon       | Coreea de Sud         | 305,1        | 68       | 2010 |                 |  |
| 56 | Baiyoke Tower II                        | Bangkok       | Thailanda             | 304,0        | 85       | 1997 |                 |  |
| 57 | Wells Fargo Plaza                       | Houston       | Statele Unite         | 302,4        | 71       | 1983 |                 |  |
| 58 | Kingdom Centre                          | Riad          | Arabia Saudită        | 302,0        | 41       | 2002 |                 |  |
| 59 | Moscow Tower, City of Capitals          | Moscova       | Rusia                 | 302,0        | 76       | 2010 |                 |  |
| 60 | Haeundae Doosan We've the Zenith 101    | Busan         | Coreea de Sud         | 300          | 80       | 2011 | [ 135 ]         |  |
| 61 | Abeno Harukas                           | Osaka         | Japonia               | 300          | 60       | 2014 | [ 136 ]         |  |

## Clădiri nefinalizate
Lista clădirilor nefinalizate clasifică clădirile mai înalte de 350 de metri care sunt nefinalizate, dar lucrările de construcție sunt în desfășurare. Clădirile ale căror lucrări de construcție au fost întrerupte după ce au ajuns într-o stare semnificativ avansată sunt prezentate într-un tabel separat.

### Clădiri în construcție
|    | Clădire                                             | Înălțime planificată (m) | Niveluri | Finalizare | Țară                  | Oraș                       | Note    |
|    |                                                     |                          |          |            |                       |                            |         |
| -- | --------------------------------------------------- | ------------------------ | -------- | ---------- | --------------------- | -------------------------- | ------- |
| 1  | Oblisco Capitale                                    | 1.000                    | 210      | 2030       | Egipt                 | New Administrative Capital | [ 138 ] |
| 2  | Jeddah Tower                                        | 1.000                    | 167      | 2028       | Arabia Saudită        | Jeddah                     | [ 139 ] |
| 3  | Burj Azizi                                          | 725                      | 131      | 2028       | Emiratele Arabe Unite | Dubai                      | [ 140 ] |
| 4  | Burj Binghatti Jacob & Co Residences                | 595                      | 105      | 2026       | Emiratele Arabe Unite | Dubai                      | [ 141 ] |
| 5  | Senna Tower                                         | 544                      | 135      | 2030       | Brazilia              | Balneário Camboriú         | [ 142 ] |
| 6  | Six Senses Residences                               | 517                      | 125      | 2028       | Emiratele Arabe Unite | Dubai                      | [ 143 ] |
| 7  | The Line                                            | 500                      |          | 2030       | Arabia Saudită        | Neom                       | [ 144 ] |
| 8  | China International Silk Road Center                | 498                      | 101      | 2027       | China                 | Xi'an                      | [ 145 ] |
| 9  | Panda Tower, Tianfu Center                          | 488,9                    | 95       | 2027       | China                 | Chengdu                    | [ 146 ] |
| 10 | Rizhao Center                                       | 485                      | 94       | 2028       | China                 | Rizhao                     | [ 147 ] |
| 11 | North Bund Tower                                    | 480                      | 97       | 2030       | China                 | Shanghai                   |         |
| 12 | Torre Rise                                          | 475,1                    | 88       | 2026       | Mexic                 | Monterrey                  |         |
| 13 | Wuhan CTF Finance Center                            | 475                      | 84       | 2029       | China                 | Wuhan                      | [ 148 ] |
| 14 | SUNAC Bayside Business Center Nouth Tower           | 470                      |          | 2025       | China                 | Suzhou                     | [ 149 ] |
| 15 | Franck Muller Aeternitas Tower                      | 450                      | 106      | 2027       | Emiratele Arabe Unite | Dubai                      | [ 150 ] |
| 16 | China Resources Land Center Tower 1                 | 450                      | 94       | 2027       | China                 | Dongguan                   | [ 151 ] |
| 17 | Haikou Tower 1                                      | 428                      | 94       | 2027       | China                 | Haikou                     | [ 152 ] |
| 18 | Tour F                                              | 421                      | 75       | 2026       | Coasta de Fildeș      | Abidjan                    | [ 153 ] |
| 19 | Great River Center                                  | 400                      | 82       | 2025       | China                 | Wuhan                      | [ 154 ] |
| 20 | Hangzhou West Railway Station Hub Tower 1           | 399,8                    | 83       |            | China                 | Hangzhou                   | [ 155 ] |
| 21 | China Merchants Group West Headquarters             | 396                      | 82       | 2028       | China                 | Chengdu                    |         |
| 22 | Shenzhen Bay Super Headquarters Base Tower C-1      | 394                      | 78       | 2027       | China                 | Shenzhen                   | [ 156 ] |
| 23 | China Merchants Bank Global Headquarters Main Tower | 393                      | 77       | 2025       | China                 | Shenzhen                   | [ 157 ] |
| 24 | Haiyun Plaza Tower 1                                | 390                      | 86       | 2026       | China                 | Rizhao                     | [ 158 ] |
| 25 | Lucheng Square                                      | 388,8                    | 79       | 2026       | China                 | Wenzhou                    | [ 159 ] |
| 26 | Guohua Financial Center Tower 1                     | 388                      | 67       |            | China                 | Wuhan                      | [ 160 ] |
| 27 | Torch Tower                                         | 385                      | 62       | 2027       | Japonia               | Tokyo                      | [ 161 ] |
| 28 | Shekou Prince Bay Tower                             | 374                      | 59       | 2028       | China                 | Shenzhen                   | [ 162 ] |
| 28 | China Merchants Prince Bay Tower                    | 374                      | 59       | 2028       | China                 | Shenzhen                   | [ 163 ] |
| 30 | Bay Area Smart Plaza Tower A                        | 358,1                    | 65       | 2025       | China                 | Shenzhen                   | [ 164 ] |
| 31 | Naga 3 Tower A                                      | 358                      | 75       | 2026       | Cambodgia             | Phnom Penh                 | [ 165 ] |
| 32 | City Tower 1                                        | 358                      | 94       | 2025       | Emiratele Arabe Unite | Dubai                      | [ 166 ] |
| 33 | Guohong Center                                      | 356                      | 71       | 2028       | China                 | Wenzhou                    | [ 167 ] |
| 34 | Shenzhen Bay Super Headquarters Base Tower C-2      | 355,7                    | 68       | 2027       | China                 | Shenzhen                   | [ 168 ] |

### Clădiri a căror construcție a fost întreruptă
|    | Clădire                                         | Înălțime planificată (m) | Niveluri | Finalizare | Țară           | Oraș         | Note    |
|    |                                                 |                          |          |            |                |              |         |
| -- | ----------------------------------------------- | ------------------------ | -------- | ---------- | -------------- | ------------ | ------- |
| 1  | Tower M                                         | 700                      | 145      | 2030       | Malaysia       | Kuala Lumpur | [ 169 ] |
| 2  | Goldin Finance 117                              | 597                      | 128      |            | China          | Tianjin      | [ 170 ] |
| 3  | Greenland Jinmao International Financial Center | 499,8                    | 102      |            | China          | Nanjing      | [ 171 ] |
| 4  | Suzhou Zhongnan Center                          | 499,2                    | 103      |            | China          | Suzhou       | [ 172 ] |
| 5  | HeXi Yuzui Tower A                              | 498,8                    | 85       | 2028       | China          | Nanjing      | [ 173 ] |
| 6  | Chushang Building                               | 475                      | 111      |            | China          | Wuhan        | [ 174 ] |
| 7  | Fosun Bund Center T1                            | 470                      |          |            | China          | Wuhan        | [ 175 ] |
| 8  | Chengdu Greenland Tower                         | 468                      | 101      |            | China          | Chengdu      | [ 176 ] |
| 9  | Evergrande City Light                           | 453,5                    | 88       |            | China          | Ningbo       | [ 177 ] |
| 10 | Tianshan Gate of the World Plots 27 and 28      | 450                      | 106      |            | China          | Shijiazhuang | [ 178 ] |
| 11 | One Bangkok O4H4                                | 436,1                    | 92       |            | Thailanda      | Bangkok      | [ 179 ] |
| 12 | Burj Almasa                                     | 432                      | 93       | 2028       | Arabia Saudită | Jeddah       | [ 180 ] |
| 13 | Greenland Center Tower 1                        | 428                      |          |            | China          | Kunming      | [ 181 ] |
| 14 | Dongfeng Plaza Landmark Tower                   | 407                      | 100      | 2027       | China          | Kunming      | [ 182 ] |
| 15 | Icon Towers 1                                   | 384                      | 77       |            | Indonezia      | Jakarta      | [ 183 ] |
| 16 | Greenland Star City Light Tower                 | 379,9                    | 83       | 2025       | China          | Changsha     | [ 184 ] |
| 17 | Nanchang Ping An Financial Center               | 373                      | 72       |            | China          | Nanchang     | [ 185 ] |
| 18 | Fosun Bund Center T2                            | 356                      |          |            | China          | Wuhan        | [ 186 ] |
| 19 | Guowei ZY Plaza Tower 1                         | 355                      | 75       |            | China          | Zhuhai       | [ 187 ] |
| 20 | Global Port Tower 1                             | 350                      |          |            | China          | Lanzhou      | [ 188 ] |
| 20 | Global Port Tower 2                             | 350                      |          |            | China          | Lanzhou      | [ 189 ] |

## Lista celor mai înalte clădiri după continent
| Continent       | Clădire                                                   | Înălțime (m) | Niveluri | An   | Țară                  | Oraș                       |
|                 |                                                           |              |          |      |                       |                            |
| --------------- | --------------------------------------------------------- | ------------ | -------- | ---- | --------------------- | -------------------------- |
| Asia            | Burj Khalifa                                              | 828          | 163      | 2010 | Emiratele Arabe Unite | Dubai                      |
| America de Nord | One World Trade Center                                    | 541,3        | 94       | 2014 | Statele Unite         | New York City              |
| Europa          | Centrul Lahta                                             | 462          | 86       | 2018 | Rusia                 | Sankt Petersburg           |
| Africa          | Iconic Tower                                              | 393,8        | 79       | 2023 | Egipt                 | New Administrative Capital |
| Oceania         | Q1 Tower                                                  | 323          | 78       | 2005 | Australia             | Gold Coast                 |
| America de Sud  | Gran Torre Santiago                                       | 300          | 64       | 2012 | Chile                 | Santiago                   |
| Antarctica      | Long Duration Balloon (LDB) Payload Preparation Buildings | 15           | 1        | 2005 | -                     | Stația McMurdo             |

## Țările cu cele mai multe clădiri înalte
Țările cu cele mai multe clădiri înalte prezintă țările cu cele mai multe clădiri prezentate în lista principală a celor mai înalte clădiri din lume, în ordine descrescătoare a numărului de clădiri din fiecare țară.
|   | Țară                  | Număr de zgârie-nori pe listă | Oraș cu cel mai mare număr de zgârie-nori | Cea mai înaltă clădire    | Înălțime (m) |
|   |                       |                               |                                           |                           |              |
| - | --------------------- | ----------------------------- | ----------------------------------------- | ------------------------- | ------------ |
| 1 | China                 | 47                            | Shenzhen                                  | Shanghai Tower            | 632,0        |
| 2 | Emiratele Arabe Unite | 14                            | Dubai                                     | Burj Khalifa              | 828,0        |
| 3 | Statele Unite         | 11                            | New York City                             | One World Trade Center    | 541,3        |
| 4 | Malaysia              | 4                             | Kuala Lumpur                              | Merdeka 118               | 678,9        |
| 5 | Rusia                 | 3                             | Moscova                                   | Centrul Lahta             | 462,0        |
| 6 | Arabia Saudită        | 2                             | Mecca, Riad                               | Abraj Al-Bait Clock Tower | 601,0        |
| 6 | Coreea de Sud         | 2                             | Seul, Busan                               | Lotte World Tower         | 554,5        |
| 8 | Taiwan                | 1                             | Taipei, Kaoshiung                         | Taipei 101                | 508,0        |
| 8 | Vietnam               | 1                             | Ho Chi Minh                               | Landmark 81               | 461,2        |
| 8 | Kuweit                | 1                             | Kuwait City                               | Al Hamra Tower            | 412,6        |
| 8 | Egipt                 | 1                             | New Administrative Capital                | Iconic Tower              | 393,8        |
| 8 | Indonezia             | 1                             | Jakarta                                   | Autograph Tower           | 382,9        |